# Rudolf Gyger
Rudolf Gyger (Basilea, 16 aprile 1920 – 1996) è stato un calciatore svizzero, di ruolo difensore.

## Palmarès

### Club

#### Competizioni nazionali
- Lega Nazionale B: 1

Cantonal Neuchâtel: 1949-1950